# Henry, vojvoda od Cumberlanda i Strathearna
Princ Henry, vojvoda od Cumberlanda i Strathearna (Henry Frederick; London, 7. studenoga 1745. – 18. rujna 1790.), bio je član britanske kraljevski obitelji Hanover i časnik Britanske kraljevske ratne mornarice.

## Životopis
Rođen je 7. studenoga 1745. u Kući Leicester u Londonu kao šesto dijete i četvrti sin Fredericka, princa od Walesa, i princeze Auguste od Saxe-Gotha, te mlađi brat kralja Đure III. Godine 1766., neposredno prije 21. rođendana, dobio je titule vojvode od Cumberlanda i Strathearna te grofa od Dublina. Iste godine postao je član Tajnog vijeća i upravitelj Windsor šume i Velikog parka, a 1767. primljen je u Red podvezice.
Godine 1768., u dobi od 22 godine, pristupio je Kraljevskoj mornarici kao kadet te bio upućen u Korziku na brodu HMS Venus. Po povratku sljedeće godine promaknut je u čin kontraadmirala, viceadmirala 1770., viceadmirala Bijele eskadre 1776., admirala Plave eskadre 1778., te admirala Bijele eskadre 1782. godine. Ipak, nije mu bilo dopušteno zapovijedanje flotom.

### Brakovi i osobni život
Njegov život obilježile su brojne afere i skandali. Godine 1767. navodno se potajno oženio običnom ženom, Olive Wilmot (kasnije gospođa Payne). Iz te je veze navodno rođena kći Olivia Wilmot (1772. – 1834.), koja je kasnije preuzela naslov princeza Olivia od Cumberlanda. Međutim, očinstvo nikada nije dokazano, a sud je presudio da su dokazi o braku i podrijetlu krivotvoreni.
Godine 1769. vojvoda se našao u središtu javnog skandala kada ga je lord Grosvenor tužio za preljub sa svojom suprugom. Sud je lordu dodijelio odštetu od 13.000 funti, što bi u današnjoj vrijednosti iznosilo više od dva milijuna funti.
Dana 2. listopada 1771. oženio je Anne Horton (1743.–1808.), kćer irskog plemića i zastupnika Britanskog parlamenta Simona Luttrella, grofa od Carhamptona, i udovice Christophera Hortona iz Catton Halla. Taj brak, sklopljen bez kraljevskog pristanka, izazvao je sukob s kraljem Đurom III. i izravno doveo do donošenja Zakona o kraljevskim brakovima 1772., kojim se potomcima Đure II. zabranjuje brak bez odobrenja monarha. Anne Horton bila je poznata ljepotica svojeg doba, a portretirao ju je i Thomas Gainsborough.
Princ Henry je 1775. osnovao Cumberland Fleet, preteču današnjeg Royal Thames Yacht Cluba, te imao važnu ulogu u razvoju Brightona kao ljetovališta. Prvi put je posjetio Brighton 1771., a 1783. ondje mu se pridružio i nećak, prijestolonasljednik, kasniji Đuro IV. Princ Henry je bio i veliki majstor prve Velike lože Engleske (1782. – 1790.).
Vojvoda od Cumberlanda preminuo je 18. rujna 1790. u Londonu. Njegova supruga Anne preminula je 1808. godine.